# Serie B d'Eccellenza 1995-1996 (pallacanestro maschile)
Il campionato di Serie B d'Eccellenza di pallacanestro maschile 1995-96 è stato organizzato in Italia e rappresenta il terzo campionato italiano.
Le squadre sono suddivise in 2 gironi su base geografica. Dopo la stagione regolare (girone all'italiana con partite di andata e ritorno) le prime 6 classificate di ogni girone si dividono alternate in 2 gironi denominati poule promozione. Al termine di questi gironi (anche questi con partite di andata e ritorno) le prime classificate incontrano le seconde dell'altro girone. Le vincenti di queste sfide vengono promosse in serie A2.
Le ultime 6 (7 per il girone A a 13 squadre) classificate di ogni girone si incontrano in 2 gironi all'italiana denominati "poule retrocessione". Al termine di questi gironi all'italiana le ultime retrocedono (nel girone B le ultime due in quanto il girone è a 7), le altre squadre restano in categoria.

## Stagione regolare

### Girone A
|  |     | Classifica girone B          | Pt | G  | V  | P  | PF   | PS   |
|  | --- | ---------------------------- | -- | -- | -- | -- | ---- | ---- |
|  | 1.  | Nuova Pallacanestro Vigevano | 34 | 24 | 17 | 7  | 1967 | 1723 |
|  | 2.  | Gaverina Bergamo             | 32 | 24 | 16 | 8  | 2020 | 1754 |
|  | 3.  | Mauri Treviglio              | 30 | 24 | 15 | 9  | 2026 | 1756 |
|  | 4.  | Ali' Supermercati Vicenza    | 30 | 24 | 15 | 9  | 2092 | 1929 |
|  | 5.  | Calegaro Brescia             | 28 | 24 | 14 | 10 | 1971 | 1820 |
|  | 6.  | Valleverde Imola             | 28 | 24 | 14 | 10 | 1977 | 1877 |
|  | 7.  | Auxilium Torino              | 26 | 24 | 13 | 11 | 2001 | 1918 |
|  | 8.  | Latte Carso Udine            | 26 | 24 | 13 | 11 | 1967 | 1941 |
|  | 9.  | CUS Parma                    | 26 | 24 | 13 | 11 | 1983 | 1924 |
|  | 10. | Curti Faenza                 | 22 | 24 | 11 | 13 | 2045 | 1998 |
|  | 11. | Kraft Cremona                | 20 | 24 | 10 | 14 | 1853 | 1849 |
|  | 12. | US Sangiorgese               | 10 | 24 | 5  | 19 | 1784 | 2051 |
|  | 13. | Benedetto XIV Cento          | 0  | 24 | 0  | 24 | 1418 | 2555 |

### Girone B
|  |     | Classifica girone B            | Pt | G  | V  | P  | PF   | PS   |
|  | --- | ------------------------------ | -- | -- | -- | -- | ---- | ---- |
|  | 1.  | Gara Livorno                   | 30 | 22 | 15 | 7  | 1988 | 1790 |
|  | 2.  | Serapide Pozzuoli              | 28 | 22 | 14 | 8  | 1832 | 1711 |
|  | 3.  | Hydra Viterbo                  | 24 | 22 | 12 | 10 | 1806 | 1781 |
|  | 4.  | Banca Popolare Ragusa          | 24 | 22 | 12 | 10 | 2040 | 2042 |
|  | 5.  | Emmezeta Rieti                 | 22 | 22 | 11 | 11 | 1896 | 1912 |
|  | 6.  | Sarvin Cagliari                | 22 | 22 | 11 | 11 | 1950 | 1975 |
|  | 7.  | GT Alarm Benevento             | 22 | 22 | 11 | 11 | 1803 | 1775 |
|  | 8.  | Pasta Baronia Avellino         | 22 | 22 | 11 | 11 | 1759 | 1829 |
|  | 9.  | Fe.de.ma. Taranto              | 20 | 22 | 10 | 12 | 1986 | 2002 |
|  | 10. | U.S.Campli                     | 18 | 22 | 9  | 13 | 1812 | 1882 |
|  | 11. | Itichimica Lucca               | 16 | 22 | 8  | 14 | 1824 | 1944 |
|  | 12. | Azzurra Mercatone Uno Brindisi | 16 | 22 | 8  | 14 | 1914 | 1967 |

## Playoff

### Gruppo 1

#### Classifica
|  |    | poule promozione 1    | Pt | G  | V | P | PF  | PS  |
|  | -- | --------------------- | -- | -- | - | - | --- | --- |
|  | 1. | Gara Livorno          | 14 | 10 | 7 | 3 | 897 | 832 |
|  | 2. | Banca Popolare Ragusa | 12 | 10 | 6 | 4 | 976 | 929 |
|  | 3. | Gaverina Bergamo      | 12 | 10 | 6 | 4 | 875 | 841 |
|  | 4. | Mauri Treviglio       | 10 | 10 | 5 | 5 | 884 | 847 |
|  | 5. | Emmezeta Rieti        | 8  | 10 | 4 | 6 | 794 | 920 |
|  | 6. | Valleverde Imola      | 4  | 10 | 2 | 8 | 846 | 903 |

#### Risultati
| Risultati           | RAG    | TRE   | IMO     | LIV    | RIE    | BER    |
| ------------------- | ------ | ----- | ------- | ------ | ------ | ------ |
| Bca Popolare Ragusa |        | 95-84 | 118-108 | 97-99  | 119-64 | 101-93 |
| Mauri Treviglio     | 101-84 |       | 86-74   | 94-83  | 111-75 | 62-73  |
| Valleverde Imola    | 99-86  | 87-98 |         | 89-93  | 78-72  | 80-90  |
| Gara Livorno        | 109-87 | 87-78 | 80-71   |        | 108-77 | 63-72  |
| Emmezeta Rieti      | 80-84  | 90-85 | 90-85   | 80-71  |        | 94-88  |
| Gaverina Bergamo    | 92-105 | 99-85 | 90-75   | 87-104 | 91-72  |        |

### Gruppo 2

#### Classifica
|  |    | poule promozione 2           | Pt | G  | V | P | PF  | PS  |
|  | -- | ---------------------------- | -- | -- | - | - | --- | --- |
|  | 1. | Serapide Pozzuoli            | 14 | 10 | 7 | 3 | 807 | 786 |
|  | 2. | Hidra Viterbo                | 10 | 10 | 5 | 5 | 723 | 723 |
|  | 3. | Nuova Pallacanestro Vigevano | 10 | 10 | 5 | 5 | 754 | 757 |
|  | 4. | Ali' Supermercati Vicenza    | 10 | 10 | 5 | 5 | 830 | 838 |
|  | 5. | Sarvin Cagliari              | 8  | 10 | 4 | 6 | 851 | 876 |
|  | 6. | Calegaro Brescia             | 8  | 10 | 4 | 6 | 748 | 733 |

#### Risultati
| Risultati                    | POZ   | VIT   | VIG   | VIC    | CAG     | BRE   |
| ---------------------------- | ----- | ----- | ----- | ------ | ------- | ----- |
| Serapide Pozzuoli            |       | 71-62 | 62-61 | 87-79  | 99-82   | 77-75 |
| Hidra Viterbo                | 89-92 |       | 81-62 | 80-72  | 78-71   | 69-62 |
| Nuova Pallacanestro Vigevano | 91-88 | 75-61 |       | 77-70  | 65-60   | 94-71 |
| Ali' Supermercati Vicenza    | 96-83 | 61-65 | 85-82 |        | 124-118 | 73-71 |
| Sarvin Cagliari              | 82-78 | 87-83 | 94-84 | 93-102 |         | 82-79 |
| Calegaro Brescia             | 69-70 | 70-55 | 85-63 | 82-68  | 84-82   |       |

## Playout

### Gruppo 1

#### Classifica
|   |    | poule retrocessione 1 | Pt | G  | V | P | PF  | PS  |
| - | -- | --------------------- | -- | -- | - | - | --- | --- |
|   | 1. | U.S. Campli           | 14 | 10 | 7 | 3 | 845 | 796 |
|   | 2. | GT Alarm Benevento    | 12 | 10 | 6 | 4 | 899 | 835 |
|   | 3. | Itichimica Lucca      | 12 | 10 | 6 | 4 | 853 | 853 |
|   | 4. | Parma                 | 8  | 10 | 4 | 6 | 766 | 776 |
| X | 5. | Latte Carso Udine     | 8  | 10 | 4 | 6 | 857 | 851 |
|   | 6. | P.S. Giorgio          | 6  | 10 | 3 | 7 | 760 | 869 |

#### Risultati
| Risultati           | PAR   | UDI   | LUC    | CAM   | PSG    | BEN    |
| ------------------- | ----- | ----- | ------ | ----- | ------ | ------ |
| CUS Parma           |       | 90-80 | 88-69  | 59-69 | 69-58  | 87-81  |
| Latte Scarso Udine  | 90-83 |       | 95-80  | 80-85 | 120-96 | 92-80  |
| Pallacanestro Lucca | 84-73 | 98-75 |        | 89-84 | 81-66  | 101-98 |
| U.S.Campli          | 77-72 | 84-80 | 109-84 |       | 90-68  | 88-87  |
| US Sangiorgese      | 74-62 | 74-72 | 75-89  | 90-85 |        | 82-101 |
| GT Alarm Benevento  | 94-83 | 81-73 | 90-78  | 87-74 | 100-77 |        |

### Gruppo 2

#### Classifica
|  |    | poule retrocessione 2          | Pt | G  | V | P  | PF   | PS   |
|  | -- | ------------------------------ | -- | -- | - | -- | ---- | ---- |
|  | 1. | Azzurra Mercatone Uno Brindisi | 16 | 12 | 8 | 4  | 1040 | 989  |
|  | 2. | Pasta Baronia Avellino         | 16 | 12 | 8 | 4  | 1038 | 930  |
|  | 3. | Fedema Taranto                 | 14 | 12 | 7 | 5  | 1130 | 960  |
|  | 4. | Kraft Cremona                  | 14 | 12 | 7 | 5  | 953  | 937  |
|  | 5. | Auxilium Torino                | 12 | 12 | 6 | 6  | 1029 | 999  |
|  | 6. | Curti Faenza                   | 12 | 12 | 6 | 6  | 1012 | 974  |
|  | 7. | Benedetto XIV Cento            | 0  | 12 | 0 | 12 | 905  | 1318 |

#### Risultati
| Risultati                      | BRI     | AVE    | TAR    | CRE    | TOR    | FAE   | CEN    |
| ------------------------------ | ------- | ------ | ------ | ------ | ------ | ----- | ------ |
| Azzurra Mercatone Uno Brindisi |         | 72-67  | 99-88  | 67-68  | 80-73  | 82-73 | 108-75 |
| Pasta Baronia Avellino         | 103-102 |        | 100-78 | 68-63  | 99-71  | 95-85 | 112-63 |
| Fedema Taranto                 | 99-81   | 74-65  |        | 101-69 | 109-74 | 97-90 | 137-67 |
| Kraft Cremona                  | 97-69   | 72-77  | 88-78  |        | 86-82  | 71-69 | 98-69  |
| Auxilium Torino                | 73-99   | 90-77  | 80-70  | 85-72  |        | 91-75 | 112-80 |
| Curti Faenza                   | 89-96   | 76-64  | 79-75  | 97-74  | 73-68  |       | 112-77 |
| Benedetto XIV Cento            | 84-85   | 84-111 | 68-124 | 75-95  | 79-130 | 84-94 |        |

## Finali promozione
| Livorno 19 maggio 1996 | Gara Livorno | 78 – 73 | Hidra Viterbo |  |

| Viterbo 22 maggio 1996 | Hidra Viterbo | 78 – 73 | Gara Livorno |  |

| Livorno 26 maggio 1996 | Gara Livorno | 85 – 62 | Hidra Viterbo |  |

Il Gara Livorno vince la serie 2-1
| Pozzuoli 19 maggio 1996 | Serapide Pozzuoli | 80 – 78 | Banca Popolare Ragusa |  |

| Ragusa 22 maggio 1996 | Banca Popolare Ragusa | 96 – 109 | Serapide Pozzuoli |  |

La Serapide Pozzuoli vince la serie 2-0

## Verdetti
- Promosse in A2:

: Gara Livorno
Formazione: Fantozzi, M. Gigena, S. Gigena, Uniti, Podestà, Brotto, Morini, Enrico Burini, Cioni. Coach Giovanni Lambruschi
Serapide Pozzuoli
Formazione: Busca, Leonardo Conti, Giovanni Dalla Libera, Della Valentina, Farinon, Gambacorta, Nicoletti, Tortolini, Marino, Grassitelli. Coach Giovanni Gebbia
- Retrocesse in B2:  GT Alarm Benevento;Benedetto XIV Cento;Basket Club Faenza.
- Rinuncia all'iscrizione: Latte Carso Udine

## Fonti
- La Gazzetta del Mezzogiorno;

- Gazzetta del Sud edizioni 1995-96

- Guida '97 ai campionati LNM Pietro e Francesco Moretti